# 阿格德站
阿格德站，是法国的一个铁路车站，位于法国南部海滨城市阿格德。

## 位置
阿格德站位于阿格德市区的北部，波尔多－塞特铁路452.223公里处，距离贝济耶大约31公里。车站大致呈东西走向，开口朝南，面向阿格德市区。

## 设施
阿格德站设有人工售票窗口，其开放时间如下：
- 周一至五：6:45~19:30
- 周末及节假日：7:45~19:30

此外，阿格德站还设有自动售票机等设施。

## 停靠线路
以下列车线路在阿格德站停靠：
| 阿格德站列车线路表                                                    |      |                   |               |                 |
| 线路                                                                  | 车种 | 上一站            | 下一站        | 大致运行频率    |
| 巴黎—贝济耶                                                           | TGV  | 塞特              | 贝济耶        | 每天1~2趟       |
| 阿维尼翁 马赛 尼姆/蒙彼利埃 —纳博讷 佩皮尼昂/塞尔贝尔 卡尔卡松/图卢兹 | TER  | 塞特/马尔塞扬海滩 | 维亚斯/贝济耶 | 每天25趟左右    |
| 芒德/阿莱斯—纳博讷                                                    | TER  | 塞特              | 贝济耶        | 每天1~2趟       |
| 蒙彼利埃→圣谢利达普谢尔                                               | TER  | 塞特              | 贝济耶        | 每天1班（单向） |
| 1. 2. 3.                                                              |      |                   |               |                 |

## 配套交通

### 长途客车
| 停靠阿格德的大巴车 |                                  |                                                                                 |
| 上下车地点         | 运营单位                         | 主要目的地                                                                      |
| 阿格德站门口       | 埃罗省城际客运 Hérault Transport | - 210线：贝济耶、塞尔斯、马尔塞扬 - 210机场线：贝济耶机场 - 274线：马尔塞扬海滩 |
| 阿格德站门口       | SNCF Car TER                     | （当某条铁路线施工或罢工时，SNCF可能会提供途径该线路沿途站点的大巴车）          |
| 1. 2. 3. 4.        |                                  |                                                                                 |

### 市内交通
| 阿格德站附近的市内公共交通线路 |              |                                   |
| 公交车站名称                   | 位置         | 停靠线路                          |
| AGDE Gare SNCF 阿格德站        | 阿格德站门口 | 1路、2路、3路、4路、5路、6路、7路 |
| 1.                             |              |                                   |

### 社会车辆
阿格德站门口设有社会车辆停车场。

## 临近车站
| 阿格德站（Gare d'Agde）           |                  |                |
| 上行车站                          | 线路             | 下行车站       |
| 维亚斯站                          | 波尔多－塞特铁路 | 马尔塞扬海滩站 |
| 1. - 本表仅显示运营中的线路及车站 |                  |                |